# 長島裕明
長島 裕明（ながしま ひろあき、1967年3月22日 - ）は、神奈川県出身の元サッカー選手、サッカー指導者。日本大学卒。
選手時代のポジションはボランチ、守備的ミッドフィルダー、ディフェンダー。

## 来歴
1989年に日本大学を卒業し、同年より湘南ベルマーレの前身であるフジタ工業サッカー部でプレー。1991年に現役を退いた後は指導者に転じ、24歳で日本大学サッカー部のコーチに就任。当時の教え子には岡野雅行、有馬賢二、山岸範之、岡本隆吾らがいる。一般の仕事には就かず選手と共に合宿所に住み込みコーチ業に専念。監督は不在の日が多く全権を任される。1年目で関東大学リーグ1部昇格を果たすが2年目で降格、周囲は引き留めたが本人の意思は堅く「コーチを0ゼロからやり直す。」と日本大学サッカー部コーチを辞任。翌年の1993年から港区のキンダー善光でアルバイトコーチ、（その当時都倉賢が在籍）。兼任で大田区立糀谷中学校のコーチとして4～15歳を指導。翌年の1994年には、母校である日本大学高等学校で保健体育の講師として授業を行い同時にサッカー部のコーチとなり、4～18歳を2年間担当、1995年にはインターハイ全国大会出場を果たす。
1996年徳島ヴォルティスの前身である大塚FCヴォルティス徳島のコーチ、U-15の監督を務めた。
FC東京がJリーグに加盟した1999年からはFC東京U-15の監督を務め、梶山陽平、吉本一謙、椋原健太、丸山祐市、権田修一、廣永遼太郎、鎌田次郎、染谷悠太、大竹洋平、宮阪政樹、井澤惇、岡田翔平、森村昂太、中野遼太郎、田中奏一、村田翔らを担当。また、三田啓貴、六平光成、藤原広太朗、山村佑樹、井上亮太、岩渕良太、宮澤勇樹らを発掘、2001年にはクラブユース選手権U-15で準優勝を経験した。2002年、リスボンで開催されたナイキプレミアムカップ世界大会6位。2003年から2005年まではFC東京U-18の監督を務め、梶山、呉章銀、李忠成、鎌田次郎らをトップチームに送り出した。また、宮崎智彦、常盤聡らを担当。2006年からFC東京育成部部長代理に就き、この間にS級ライセンスを取得。
2008年、モンテディオ山形のコーチに就任。若手育成をはじめ、小林伸二監督の懐刀として 映像分析やスカウティングを担当した。また、シーズン終盤スターティングメンバーに定着した馬場憂太の山形移籍に助力。この年チームはリーグ戦を２位で終えJ１昇格を果たす。2009年からは、ヘッドコーチとして チームの躍進を支えJ1を2年残留。。契約満了により2010年限りで退任 すると同時に古巣であるFC東京へ復帰する。
2011年からFC東京でコーチを務めた。出場機会の乏しい選手達と向き合って 競争意識と一体感を高め、高橋秀人らの台頭を促す などチームの底上げに貢献した。この年、チームはJ2リーグを制してJ1昇格。更に、天皇杯優勝を果たした。
2012年はヘッドコーチとしてポポヴィッチ監督を支えACLベスト8。
2013年から古巣徳島ヴォルティスのヘッドコーチに就任。山形在籍時以来となる小林の下での指導に当たり、小林との「ゴールデンコンビ」でクラブ史上初となるJ1昇格に貢献。コーチとして異なるチームでJ2からJ1への昇格を3度達成した。
2016年、徳島ヴォルティスの監督に昇格。序盤は試行錯誤を繰り返し低迷したが、戦術が固まった後半戦には攻守に好循環をもたらし復調。クラブ首脳陣は長島の貢献を認めてはいたものの、J1昇格プレーオフ進出を逃したことや辞意を汲み、同年末に契約非更新が決まった。
2017年、J2FC岐阜ヘッドコーチに就任。大木武監督の片腕としてチームを支える。当時在籍選手に庄司悦大、福村貴幸、田森大己、風間宏矢、古橋亨梧、シシー二ョ、ビクトル、山岸祐也、石川大地、長沼洋一、島村拓弥、らが所属。2018年シーズン終了後、退任が発表された。
2019年、J1松本山雅FCトップチームコーチに就任。反町康治監督のもと若手育成を任される。同シーズン末、J1降格、反町監督の退任と共に退任が発表される。
2020年、ギラヴァンツ北九州のコーチに就任、山形、徳島に続き、小林伸二監督の下でコーチを務めるのは三度目となる。主にバックアップメンバー、若手育成、個人の成長を任される。当時在籍選手にディサロ燦シルバーノ、町野脩斗、高橋大悟、藤原奏哉、生駒仁らがいる。
2021年12月21日、東京ヴェルディのコーチ就任。主にディフェンスの強化を任され、全体トレーニング後の自主練では、谷口栄斗、馬場晴也、佐古真礼、デフェンス陣の個人戦術を鍛える。
2022年12月26日、東京ヴェルディのコーチを退任し、ギラヴァンツ北九州のヘッドコーチに就任が発表された。
2023年11月22日、ギラヴァンツ北九州のヘッドコーチ退任が発表され、同年12月26日、BGパトゥム・ユナイテッドFCのヘッドコーチの就任が発表された。
2023年、タイ１部リーグBGパトゥムユナイテッドのヘッドコーチ就任。手倉森誠監督のもと、リーグ戦は４位であったが、Revo Cup初優勝を果たす。
2024年6月18日、栃木SCのヘッドコーチの就任が発表された。

## 所属クラブ
- 日本大学高等学校
- 日本大学
- 1989年 - 1991年  フジタ工業クラブサッカー部 / フジタサッカークラブ

## 個人成績
| 国内大会個人成績 | 国内大会個人成績 | 国内大会個人成績 | 国内大会個人成績 | 国内大会個人成績 | 国内大会個人成績 | 国内大会個人成績 | 国内大会個人成績 | 国内大会個人成績 | 国内大会個人成績 | 国内大会個人成績 | 国内大会個人成績 |
| 年度             | クラブ           | 背番号           | リーグ           | リーグ戦         | リーグ戦         | リーグ杯         | リーグ杯         | オープン杯       | オープン杯       | 期間通算         | 期間通算         |
| 年度             | クラブ           | 背番号           | リーグ           | 出場             | 得点             | 出場             | 得点             | 出場             | 得点             | 出場             | 得点             |
| 日本             | 日本             | 日本             | 日本             | リーグ戦         | リーグ戦         | JSL杯            | JSL杯            | 天皇杯           | 天皇杯           | 期間通算         | 期間通算         |
| ---------------- | ---------------- | ---------------- | ---------------- | ---------------- | ---------------- | ---------------- | ---------------- | ---------------- | ---------------- | ---------------- | ---------------- |
| 1989-90          | フジタ           | 24               | JSL1部           | 0                | 0                | 0                | 0                | 3                | 0                | 0                | 0                |
| 1990-91          | フジタ           | 28               | JSL2部           | 0                | 0                | 0                | 0                | 0                | 0                | 0                | 0                |
| 通算             | 日本             | 日本             | JSL1部           | 0                | 0                | 0                | 0                | 0                | 0                | 0                | 0                |
| 通算             | 日本             | 日本             | JSL2部           | 0                | 0                | 0                | 0                | 3                | 0                | 0                | 0                |
| 総通算           | 総通算           | 総通算           | 総通算           | 0                | 0                | 0                | 0                | 0                | 0                | 0                | 0                |

## 指導歴
- 1991年 - 1992年  日本大学サッカー部 コーチ
- 1993年 - 1995年  キンダー善光サッカークラブ コーチ
- 1994年 - 1995年  大田区立糀谷中学校サッカー部 コーチ (兼務)
- 1994年  日本大学高等学校サッカー部 コーチ
- 1996年 - 1998年  大塚FCヴォルティス徳島
  - 1996年 トップチーム コーチ
  - 1997年 - 1998年 U-15 監督
- 1999年 - 2007年  FC東京
  - 1999年 - 2002年 U-15 監督
  - 2003年 - 2005年 U-18 監督
  - 2006年 - 2007年 育成部
- 2008年 - 2010年  モンテディオ山形
  - 2008年 トップチーム コーチ
  - 2009年 - 2010年 トップチーム ヘッドコーチ
- 2011年 - 2012年  FC東京 コーチ
- 2013年 - 2016年  徳島ヴォルティス
  - 2013年 - 2015年 トップチーム ヘッドコーチ
  - 2016年 トップチーム 監督
- 2017年 - 2018年  FC岐阜 ヘッドコーチ
- 2019年  松本山雅FC コーチ
- 2020年 - 2021年  ギラヴァンツ北九州 コーチ
- 2022年  東京ヴェルディ コーチ
- 2023年  ギラヴァンツ北九州 ヘッドコーチ
- 2024年1月 - 2024年5月  BGパトゥム・ユナイテッドFC ヘッドコーチ
- 2024年6月 -  栃木SC ヘッドコーチ

## 監督成績
| 年度   | クラブ     | 所属            | リーグ戦 | リーグ戦 | リーグ戦 | リーグ戦 | リーグ戦 | リーグ戦 | カップ戦   | カップ戦 |
| 年度   | クラブ     | 所属            | 順位     | 勝点     | 試合     | 勝       | 分       | 敗       | ナビスコ杯 | 天皇杯   |
| ------ | ---------- | --------------- | -------- | -------- | -------- | -------- | -------- | -------- | ---------- | -------- |
| 2003   | FC東京U-18 | プリンス関東    | 10位     | 14       | 9        | 4        | 2        | 3        | -          | -        |
| 2004   | FC東京U-18 | 東京都U18トップ | 優勝     | 16       | 6        | 5        | 1        | 0        | -          | -        |
| 2005   | FC東京U-18 | TFA T1 U18      | 優勝     | 29       | 11       | 9        | 2        | 0        | -          | -        |
| 2016   | 徳島       | J2              | 9位      | 57       | 42       | 16       | 9        | 17       | -          | 3回戦    |
| 通算   | 日本       | J2              | -        | -        | 42       | 16       | 9        | 17       | -          | -        |
| 通算   | 日本       | プリンス関東    | -        | -        | 9        | 4        | 2        | 3        | -          | -        |
| 通算   | 日本       | 東京都U18       | -        | -        | 17       | 14       | 3        | 0        | -          | -        |
| 総通算 | 総通算     | 総通算          | -        | -        | 68       | 34       | 14       | 20       | -          | -        |